# Hippolyte Rimbaut
Louis Hippolyte Rimbaut, né le 29 février 1808 dans l'ancien 2e arrondissement de Paris et mort le 29 septembre 1886 à Jouarre, est un auteur dramatique français.

## Biographie
Collaborateur du Temps, ses pièces ont été représentées sur les plus grandes scènes parisiennes du XIXe siècle : Théâtre du Panthéon, Théâtre de l'Ambigu, Théâtre des Délassements-Comiques, etc.
Contrairement à ce que peuvent écrire certaines sources, il ne s'agit pas d'un pseudonyme de Fulgence de Bury.

## Œuvres
- Le Restaurant ou le Quart d'heure de Rabelais, tableau-vaudeville en 1 acte avec Frédéric de Courcy, 1828
- Diane de Poitiers, ou Deux Fous et un Roi, drame en 3 actes, avec Charles Desnoyer, 1833
- Le Fils de Ninon, drame en 3 actes, mêlé de chants, avec Jacques-Arsène-François-Polycarpe Ancelot et E. F. Varez, 1834
- Angélina, drame en trois actes, mêlé de chants, 1835
- Vaugelas, ou le Ménage d'un savant, comédie-vaudeville en 1 acte, avec Desnoyer, 1836
- L'Honneur de ma mère, drame en 3 actes, avec Boulé, 1837
- Guillaume Norwood, ou Une haine de vieillards, drame en 3 actes, avec Hippolyte-Jules Demolière, 1838
- Corneille et Richelieu, comédie-vaudeville en 1 acte, avec Boulé, 1839
- Le Marquis de Brancas, comédie en 3 actes, mêlée de chants, tirée d'une nouvelle de Alexandre de Lavergne, avec Demolière et Laurençot, 1839
- Le Sauf conduit, comédie-vaudeville en 2 actes, 1839
- L'Amie et l'Amant, ou la Confiance du mari, comédie-vaudeville en un acte, avec Charles Potier, 1840
- Les Diners à trente deux sous, vaudeville en 1 acte, avec les frères Cogniard, 1840
- Denise, ou l'Avis du ciel, drame en 5 actes, avec Boulé, 1840
- Émery le négociant, drame en 3 actes, avec Auguste-Louis-Désiré Boulé, 1842
- La Fille du diable, vaudeville fantastique 1 un acte, avec Salvat, 1847
- Marceline la vachère, drame-vaudeville en 3 actes, avec Laurençot, 1847
- Peu s'en fallait, esquisse de mœurs en 3 tableaux et en vers, 1847
- Un coup de pinceau, comédie-vaudeville en 1 acte, avec Charles Henri Ladislas Laurençot, 1848
- Entre amis, vaudeville en 1 acte, avec Laurençot, 1848
- Le Ver luisant, ou la Métempsycose, féérie en 5 actes et 12 parties, avec Brisebarre, 1850
- Un doigt de vin, comédie-vaudeville en 1 acte, avec Achille Bourdois, 1852
- Les Postillons de Crèvecœur, scènes de la vie de campagne, en 1 acte, avec Brisebarre, 1853
- Trois pour un secret, scène de la vie de famille, avec Brisebarre, 1855
- Le Jour du frotteur, scène de la vie de ménage, avec Édouard Louis Alexandre Brisebarre, 1856
- Le Professeur des cuisinières, scènes de la vie de ménage, avec Brisebarre, 1856
- La Chasse au sorcier, comédie en trois actes, 1859
- Le Dompteur de femmes, vaudeville en 1 acte, avec Deslandes, 1859
- Taureau le brasseur, vaudeville en 1 acte, avec Adolphe Salvat, 1859
- L'Avocat des dames, comédie-vaudeville en 1 acte, avec Raymond Deslandes, 1864
- Le Cadeau d'un horloger, vaudeville en 1 acte, 1866
- Les Chambres de bonnes, vaudeville en 3 actes, avec Deslandes, 1868
- Une fausse joie, comédie en 1 acte, avec Deslandes, 1869
- Le Commandant Frochard, comédie en 3 actes, avec Deslandes, 1873
- Les Échéances d'Angèle, comédie en 1 acte, avec Alfred Delacour, 1878